# Chiesa della Compagnia della Madonna
La chiesa della Compagnia della Madonna è un edificio sacro situato a Ponte allo Spino, sulla strada provinciale n. 37, nel comune di Sovicille.

## Storia
L'edificio nacque, presumibilmente nella seconda metà del XV secolo come modesto oratorio costruito per la custodia e la venerazione di un'immagine della Madonna col Bambino di scuola senese della fine del Quattrocento e per ospitare una confraternita di laici intitolata alla Santissima Concezione; le sue dimensioni dovevano essere assai ridotte se ancora nel 1575 quando fu oggetto della visita pastorale di monsignor Francesco Bossi, vescovo di Perugia, è descritto come una semplice cappella.  
Nel 1650 la semplice cappella, per desiderio della popolazione locale e della stessa confraternita ma con evidenti contributi finanziari da parte del cardinale Fabio Chigi, poi papa Alessandro VII e della sua famiglia, fu completamente ristrutturata dall'architetto Benedetto Giovannelli Orlandi . 
A seguito dell'editto leopoldino, nel 1785 la confraternita fu soppressa, ma fu ripristinata nel 1794.

## Descrizione

### L'interno
Lo spazioso assetto interno, decorato con gli altari barocchi in stucco, è stato depauperato per il furto delle tele; sull'altar maggiore era stata collocata una bella composizione di Vincenzo Rustici che circondava l'affresco quattrocentesco raffigurante la Madonna col Bambino fungendo da cornice; attorno si dispiegano Dio Padre benedicente tra angeli musicanti, e i Santi Francesco, Carlo Borromeo, Bernardino da Siena, Giovanni Battista, Girolamo, Antonio Abate, Caterina da Siena, Lorenzo.